# Ривесман, Марк Семёнович
Марк Семёнович (Мо́рдух Ши́мелевич) Ривесман (Мордхе Ривесман; 1868, Вильна — 1924, Ленинград) — еврейский писатель, переводчик.

## Биография
Мордух Шимелевич Ривесман родился 7 июля (по старому стилю) 1868 года в Вильне (ныне Вильнюс), в семье Шимеля (Шимена-Мендла) Лозеровича и Башевы Зеликовны (Эльяшевны) Ривесман. Преподавал в еврейском училище Санкт-Петербурга. Писал на идише и на русском языке.
Автор детских рассказов и стихов, в том числе серии фельетонов «Из детских воспоминаний».
Член Еврейского театрального общества (Санкт-Петербург). В 1919 году участвовал в основании в Петрограде еврейской театральной студии, ставшей впоследствии знаменитым ГОСЕТом.
Племянница (жена его брата Акима Шимелевича Ривесмана) — Тамара Вульфсон — была замужем за советским государственным деятелем С. Д. Вульфсоном.

## Избранные труды
- Ривесман М. Три пьесы. — Петроград, 1910.[4]

### Переводы
- Дэм зэйднс мэшолим (Дедушкины басни) — Басни Крылова